# Municipio de Bella Unión
El municipio de Bella Unión es uno de los municipios del departamento de Artigas, Uruguay. Tiene su sede en la ciudad homónima.

## Ubicación
El municipio se encuentra situado en la zona noroeste del departamento de Artigas.

## Historia
El municipio de Bella Unión fue creado por ley 18653 del 15 de marzo de 2010, en cumplimiento de la ley 18567 que disponía la creación de municipios en todas aquellas localidades con una población a partir de 2000 habitantes. Forma parte del departamento de Artigas y comprende los distritos electorales ICD, ICE e ICF de ese departamento. Su territorio se corresponde con el de la anterior Junta Local Autónoma y Electiva de Bella Unión, a la cual sustituyó, y que comprende a la séptima sección judicial del departamento.

## Localidades
Forman parte del municipio las siguientes localidades: 
- Bella Unión (sede)
- Cainsa
- Coronado
- Cuareím
- Franquía
- Mones Quintela
- Portones de Hierro y Campodónico

## Autoridades
Las autoridades del municipio son el alcalde y cuatro concejales.
| Nº                                  | Alcalde                             | Partido                             | Inicio del mandato                  | Fin del mandato                     | Observaciones                       | Concejales |
| Junta Local Autónoma de Bella Unión | Junta Local Autónoma de Bella Unión | Junta Local Autónoma de Bella Unión | Junta Local Autónoma de Bella Unión | Junta Local Autónoma de Bella Unión | Junta Local Autónoma de Bella Unión | Junta Local Autónoma de Bella Unión                                                                            |
| ----------------------------------- | ----------------------------------- | ----------------------------------- | ----------------------------------- | ----------------------------------- | ----------------------------------- | --- |
| 1                                   | —                                   | —                                   | 1995                                | 2000                                | —                                   | César Ovidio Silva (PN), Ruben Darío Arbiza (PN), Carlos Soria (PC), Ruben Tafernaberry (PC), Hugo Dávila (FA) |
| 2                                   | —                                   | —                                   | 2000                                | 2005                                | —                                   | Ruben D. Romero (PC), Juan A. Gioglio (PC), Félix A. Traba (PC), José Luis Paolini (PN), Hugo Dávila (FA)      |
| 3                                   | —                                   | —                                   | 2005                                | 2010                                | —                                   | Federico Da Silveira (FA), Hugo Dávila (FA), Jorge Ferrari (FA), Ruben Prats (PN), Amida Jardim (PN)           |
| Municipio de Bella Unión            |                                     |                                     |                                     |                                     |                                     | |
| 1                                   | William Cresseri                    | Frente Amplio FA                    | 2010                                | julio de 2015                       | Alcalde elegido                     | |
| 2                                   | Luis Carlos López                   | Frente Amplio FA                    | julio de 2015                       | 26 de noviembre de 2020             | Alcalde elegido                     | Washington Pereira (FA) Yamandú Oliveira (FA) William Cresseri (PN) Ruben Prats (PN)                           |
| 3                                   | William Nestor Cresseri             | Partido Nacional PN                 | 27 de noviembre de 2020             | 2025                                | Alcalde elegido                     | Luis García (PN) Juan C. Brandon (PN) Yamandú Olivera (FA) Hugo Dávila (FA)                                    |